# Сокологірськ
Сокологі́рськ (до 2024 — Первома́йськ; до 1920 — Петро-Мар'ївка) — місто в Україні, у Кадіївській міській громаді Алчевського району Луганської області.
З 2014 року тимчасово контролюється російською окупаційною адміністрацією.
12 червня 2020 року, відповідно до розпорядження Кабінету Міністрів України № 717-р «Про визначення адміністративних центрів та затвердження територій територіальних громад Луганської області», місто увійшло до складу Кадіївської міської громади.

## Географія
Місто Сокологірськ розташоване на лівому березі річки Лугань, за 69 км від обласного центру і пролягає автошляхом територіального значення Т 1303 (в народі — «бахмутка»).

## Історія
Місто засноване як селище Олександрівка у 1765 році, перейменоване в селище Петро-Мар'ївка у 1865 році. З 1920 року — місто Первомайськ, з 2024 року — Сокологірськ.
Селище Олександрівка, було засноване, коли ці землі були подаровані колишньому військовому Соколову, а також одному з офіцерів Бахмутського гусарського полку Олександру Четчикову царицею Катериною ІІ. Згодом поряд з'явилися селища Петрівка, Василівка, Ласточка, Какіївка.
У 1860-х роках ХІХ століття на їхній території почалася кустарна розробка більш доступних вугільних пластів. Промислова розробка розпочалася 1872 року після того, як Петро-Мар'ївське товариство кам'яновугільної промисловості збудувало першу копальню. Вона розширилася до 5 шахт: «Марія», «Наклонна», «Волков», «Касаткін», «Ернест».
Шахту «Марія» пізніше було перейменовано на «Марія-Глибока» (була однією з найглибших шахт початку XX століття) — це зумовило появу неофіційної назви одного з районів міста — «Глибока». За радянських часів шахта перейменована на честь Менжинського, з 2000-х років має назву «Інтерінвест-вугілля» і розташовується поряд із сучасним ПЕМЗ ім. Карла Маркса — одним з найдавніших підприємств міста.
Наприкінці ХІХ — початку ХХ століть промисловість на території сучасного Сокологірська включала 10 шахт, які видобували 34 000 000 пудів вугілля на рік (1912), чавунно-механічний завод (нині електромеханічний), механічні майстерні, дві електростанції, крейдяний кар'єр, 80 коксових печей потужністю 500 пудів кожна.
Більшість шахт входили до складу «Товариства Петро-Мар'ївських і Варваропільських об'єднаних кам'яновугільних копалень», а робоче селище стало називатися Петромар'ївка. Крім вказаних, були ще копальні Данилова і Глазунова.
У березні 1920 року селище Петро-Мар'їївка перейменоване у Первомайськ, 1938 року, через зріст чисельності населення, Первомайськ набув статусу міста.
У Первомайську з'явився першій вугільний комбайн. Велику роль в механізації шахтарської праці відіграли винахідники Бахмутський О. І. та Чихачов М. А.
У 1941—1942 роках Первомайськ протягом восьми місяців перебував у прифронтовій зоні. 16 листопада 1941 року німецькі війська прорвалися у західну частину міста, але були відкинуті контратакою радянської армії, до складу яких входило чимало мешканців Первомайська. Після цього лінія фронту пролягала між Первомайськом і Попасною до липня 1942 року, коли місто було захоплене німецько-фашистськими військами на початку їхнього наступу у сталінградському напрямку.
Місто залишалося окупованим до наступного року. Всього на фронтах Другої світової війни у складі радянських військ воювали біля 3 тисяч первомайців. Звання Героя Радянського Союзу отримали мешканці міста: Н. П. Лопач, Н. Ф. Федоричев, Н. Д. Міоков, П. О. Болото, А. І. Черкасов, В. Н. Зінченко, І. Д. Чернопятко.
У післявоєнні роки Первомайськ набув статусу міста обласного значення, згодом його втратив, через приєднання до Попаснянського району, і дещо пізніше отримав знову. Найбільш інтенсивний розвиток міста припав на кінець 1970—1980-х років XX століття.
Буремно минули для міста перші роки Незалежності України. Був закритий і зруйнований місцевий завод залізобетонних виробів, закриті дві шахти у місті Золоте та декілька інфраструктурних об'єктів, зростали безробіття, затримка соціальних виплат, спостерігався спалах кримінагенної обстановки.
До жовтня 2014 року Первомайській міській раді були підпорядковані два міста (Гірське й Золоте) та два селища (Нижнє і Тошківка).

### Російсько-українська війна (з 2014)
26 липня 2014 року Збройні сили України, Національна гвардія України та батальйон «Донбас» (тодішній очільник — Семен Семенченко) розпочали штурм Первомайська. За інформацією Семенченка, поблизу Кадіївки, Алчевська та Первомайська було зосереджено до 1000 бойовиків ЛНР, що мали на озброєнні установки БМ-21 «Град», ПЗРК, зенітки, бронетехніку. 30 липня 2014 року, під час штурму, від мінометного обстрілу терористами загинув старший лейтенант 17-ї танкової бригади Євген Макарян. 12 серпня 2014 року антитерористичним центром було оголошено про звільнення міста українською армією, однак ця інформація була спростована самими бійцями батальйону «Донбас» і терористи ж продовжують його обстріл з околиць.
10 вересня на в'їзді до міста проросійські терористи обстріляли пасажирський автобус з боку Попасної, в автобусі перебувало 18 пасажирів; загинула 18-річна дівчина й 10-місячне немовля. 17 вересня терористи продовжували артилерійський обстріл, місто залишається без світла і зв'язку, воду підвозять за графіком, не вистачає медикаментів та їжі.
3 квітня 2024 року Комітет Верховної Ради України з питань організації державної влади, місцевого самоврядування, регіонального розвитку та містобудування підтримав перейменування міста на Сокологірськ.
19 вересня 2024 року Верховна Рада України перейменувала місто Первомайськ  на Сокологірськ. 26 вересня 2024 року перейменування набуло чинності.

## Населення
В останній третині ХХ століття населення у Сокологірську постійно зростало — з 43,7 тис. осіб у 1959 році до 51 тис. осіб у 1989 році та 52 тис. осіб у 1991 році.
Станом на 1 січня 2011 року перебувало 38801 (міська рада — 71149) осіб. За даними всеукраїнського перепису населення 2001 року в населенні міста були присутні такі етнічні групи: українці — 65,9 %, росіяни — 27,3 %, білоруси — 1,1 %. Серед інших етносів представлені роми (цигани), молдавани, татари, євреї, мордва (мокша та ерзя), є люди з німецьким та якутським корінням.

### Мова
За даними перепису 2001 року 23,27 % населення міста вказали українську мову рідною, 71,22 % — російську, 5,51 % — інші мови.

## Освіта
- Філія Донбаського державно-технічного університету
- Філія Харківського інституту управління
- Сокологірський індустріально-педагогічний коледж
- Професійний гірничий ліцей ім. Бахмутского
- Сокологірська філія Кадіївського медичного коледжа
- Професійний ліцей
- 21 середня загальноосвітня школа
- 3 школи естетичного виховання.

Коледж випускав молодших спеціалістів за наступними професіями: майстер виробничого навчання, кухар —кондитер, товарознавець, продавець, бухгалтер, оператор комп'ютерного набору.
Ліцеї готували учнів за робочим фахом: електрогазозварник, маляр — штукатур, кухар, перукар та декільком іншим, у тому числі гірничим (ім. Бахмутського) та медичним (медичний коледж).

## Заклади охорони здоров'я
У місті знаходиться дві багатопрофільні лікарні (ще по одній лікарні — у Золотому та Гірському), пологовий будинок, міська поліклініка (ще одна — в селищі Тошківка), окрема дитяча поліклініка, шкіряно-венерологічний диспансер, станція переливання крові, перинатальний центр зі стаціонаром 2-го рівня, станції швидкої та первинної медичної допомоги, комунальна та декілька приватних стоматологій. Кадри значною мірою комплектувалися за рахунок місцевого медичного коледжа. У місті існувала розвинена мережа аптек, у тому числі цілодобова.

## Культура і спорт
У місті функціонує кіноконцертний зал «Зоря», частково виконують свої функції ДК ім. Крупської та Сокологірський, працюють клуби при підприємствах міста (ЕМЗ ім. К. Маркса, взуттєвої фабрики). Великі та популярні в радянську добу клуби ім. Коваленко та «Спартак» було закрито та (частково або повністю) зруйновано у 1990-ті роки. Клуби у передмістях Сокологірська (м. Гірське, Золоте) продовжували функціонувати. Молодими талантами займається Первомайська міська школа мистецтв, яка має музичний та образотворчий напрямки, різноманітні дитячо-юнацькі секції працюють у міському центрі позашкільної освіти. Працює міська бібліотека, поділена на дитячий та «дорослий» зали. У місті займаються декілька молодіжних музичних колективів, переважно у рок (як «Авалон») та реп — жанрах. З певною періодичністю в місті проходять як пожанрові, так і різнопланові музичні концерти та фестивалі. Підтримкою місцевої самодіяльності традиційно опікуються ЕМЗ ім. К. Маркса, Первомайський професійний ліцей та Первомайський індустріально-педагогічний технікум . Головним спортивним осередком міста є палац спорту «Юність». «Первомайськвугілля» мало власну футбольну команду, яка грала у чемпіонаті області — «Золоте-Алмаз».

## Економіка
Шахти:
- Шахта «Золоте» ДХК «Первомайськвугілля»
- Шахта «Гірська» ДХК «Первомайськвугілля»
- Шахта «Карбоніт» ДХК «Первомайськвугілля»
- Шахта «Тошківська» ДХК «Первомайськвугілля»
- Шахта «Первомайська» ДХК «Первомайськвугілля»
- Шахта «Інтерінвестуголь» ММК ім. Ілліча (колишня — Шахта імені В. Р. Менжинського)

Заводи:
- ЗАТ «Сокологірський механічний завод»
- ВАТ «Сокологірський електромеханічний завод ім. Карла Маркса»
- ДВАТ «Ремонтно-механічний завод» ДХК «Первомайськвугілля»

Інші підприємства:
- ПАТ «Первомайське шахтопроходське управління з буріння стволів і свердловин»
- ДВАТ «Первомайське шахтобудівне управління» ДХК «Первомайськвугілля»
- Групова збагачувальна фабрика “Михайлівська”
- Сокологірська взуттєва фабрика «Салама»
- Хлібозавод

ПЕМЗ ім. К. Маркса та «Салама» експортували великий асортимент своєї продукції у декілька країн світу, у тому числі — далекого зарубіжжя
У місті розташовані: супермаркет «Абсолют», торговельний центр «МанежЪ», декілька оптових баз, велика кількість магазинів різноманітного спрямування, перукарень, кафе, барів, автозаправних станцій тощо. Ресторани — «Рублёвка» (рос.) i «Фаворит».
У Сокологірську розташовувалися відділення та філії банків: «Ощадбанк», «Промінвестбанк», «Райффайзен Банк Аваль», «Надра-банк», «Приватбанк», «Креді Агріколь Банк».

## Транспорт

Вокзал станції Сокологірськ (2014)

До 2014 року залізнична станція Сокологірськ (колишні назви — Варваропілля, Первомайськ) обслуговувала поїзди далекого сполучення, у тому числі напрямки на Київ, Харків, Луганськ, Санкт-Петербург, Москву, Дебальцеве, Попасну тощо.
Автошляхами Сокологірськ сполучає: на заході — з Попасною (через неї — на Бахмут); на південному сході — з Ірміно (через нього — Кадіївка, Брянка, Алчевськ, Перевальськ тощо); на північ — Лисичансько — Сіверськодонецький напрямок через передмістя Сокологірська (Золоте, Гірське, Тошківка). Від цього напрямку у місті Золоте відгалужується дорога у напрямку Луганська; на південь — селище Калинове Алчевського району.
Приміські автобуси до 2014 року відправляються переважно від Манежної площі, більшість рейсів (в тому числі на Бердянськ, Донецьк, Харків, Луганськ, Бахмут, Слов'янськ, Хрустальний, Сіверськодонецьк, Лисичанськ, Алчевськ, Кадіївку, Попасну, Голубівку тощо) — від автостанції.

## Відомі особи
Відомі люди, які народилися в місті, або проживали у ньому протягом тривалого часу.
Літературні діячі:
- Горбатов Борис Леонтійович — письменник (переважно російськомовний) радянських часів, найбільш відомий за романом про німецько-радянську війну «Непокорённые» (рос.) (укр. «Нескорені»). На його честь названі одна з вулиць міста та Сокологірсько-Попаснянська літературна спілка.
- Меркур'єв Валентин Михайлович — поет, письменник, член Національної спілки письменників України[28], автор книги про Сокологірськ.
- Тютюнник Микола Григорович — поет, письменник, журналіст, перекладач. Член Національної спілки письменників України. Голова Первомайсько-Попаснянської спілки письменників ім. Б. Горбатова, лауреат літературної премії ім. Василя Симоненка[29], кореспондент газети (заснованої в Сокологірську, нині — обласної) «Вісті регіону».

Спортсмени:
- Береш Олександр Михайлович — український гімнаст, двічі призер Сіднейської Олімпіади 2000-го року, вихованець первомайської спортивної школи «Юність».
- Козуліна Тамара Вікторівна   — українська триатлоністка, чемпіонка світу на довгій дистанції. Майстер спорту України міжнародного класу (2004).

Інженери-винахідники першого вугільного комбайну:
- Бахмутський Олексій Іванович — на його честь  названа одна з вулиць міста й гірничий ліцей.
- Чихачов Микола Абрамович — його іменем названа вулиця i центральний парк.

Військовики:
- Авраменко Максим Олегович (нар.  1988) — солдат ЗСУ, учасник російсько-української війни.
- Зінченко Валентин Миколайович — військовий льотчик, учасник німецько-радянської війни, Герой Радянського Союзу.

Очільник міста:
- Мозальов Василь Петрович —:

найбільш відомий з очільників міста, керував Первомайською міською радою в останні роки радянської влади, а також був міським головою у 2002—2011 роках.